# Longyearbyens lokalstyre

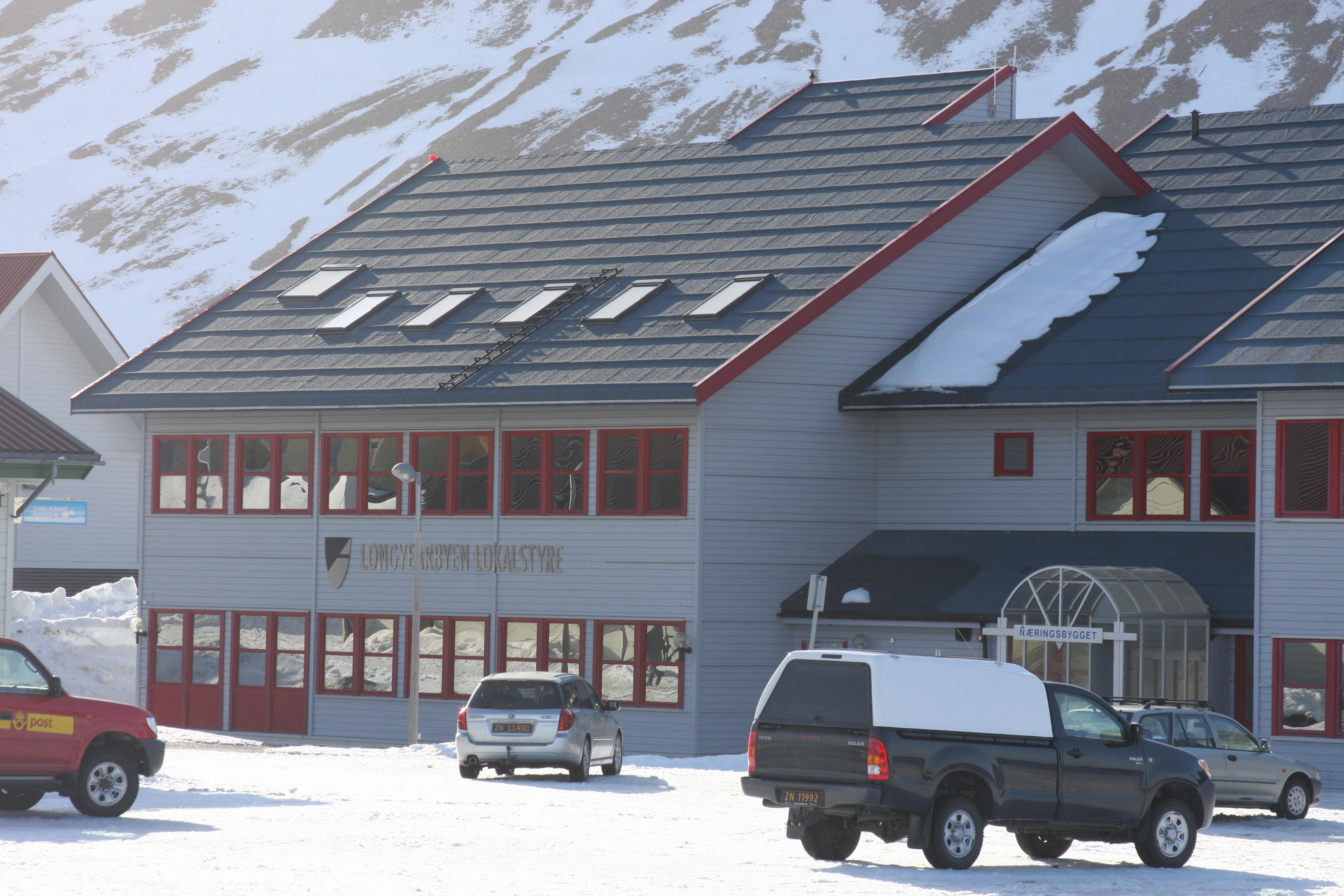
Lokalstyrehuset, Vei 227:1 i Longyearbyens centrum

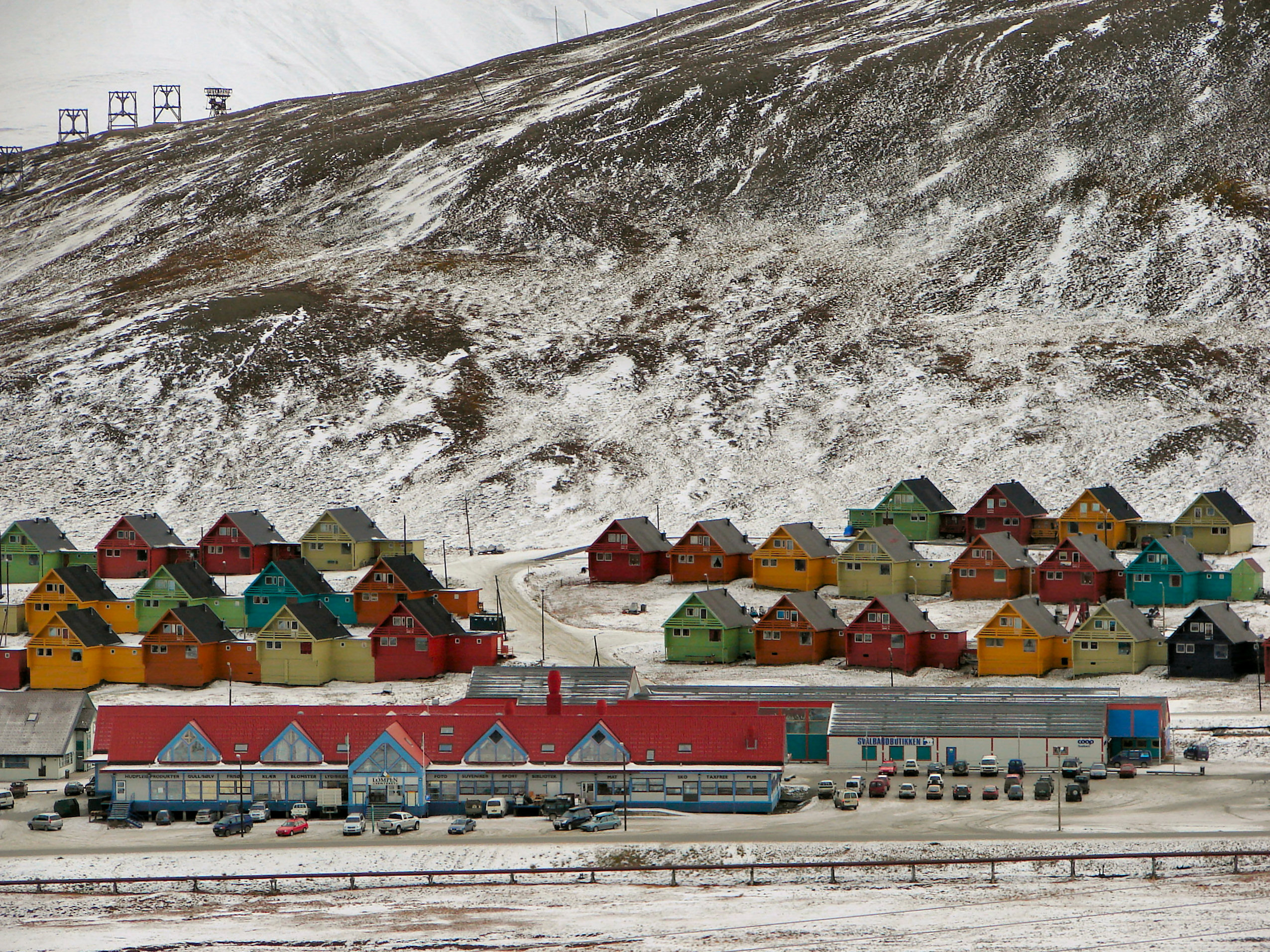
Longyearbyens centrum, sett från sydost över Longyearälven

Longyearbyens lokalstyre är benämningen för motsvarigheten till en kommunal förvaltning i Longyearbyen i Svalbard. 

## Historisk bakgrund
Då Svalbard 1925 blev en del av Norge, föreslogs det att göra Svalbard till en egen kommun eller ett fylke. Detta tillbakavisades av Stortinget, som i stället fastställde en särskild administrativ ordning med en sysselmann som regeringens främste representant, utnämnd av Kongen. Det finns inte samma principer för sociala rättigheter på Svalbard, bland annat för att vem som helst från Svalbardsfördragets länder får bosätta sig på öarna om de kan försörja sig själva. Eftersom Svalbard inte kan ha alla vanliga kommunala åtaganden, organiseras detta på ett särskilt sätt. Vissa funktioner som kommuner brukar sköta, såsom skolor, hälsovård, gator och bostäder, sköttes ursprungligen av gruvbolaget, vilket fortfarande gäller i de tre andra samhällena Svea, Ny-Ålesund och Barentsburg.
Svalbard saknar kommunal indelning, och lokalstyrelse finns endast i Longyearbyen, där det infördes så sent som 2002. Vid samma tillfälle överfördes samtliga aktier i Svalbard Samfunnsdrift AS från staten till Longyearbyens lokalstyre.

## Valbarhet
Valet till lokalstyret följer en egen lag om lokalstyrelseval för Longyearbyen, vilken i huvudsak följer den vanliga norska lagen om kommunal styrelse. Detta gäller till exempel utländska medborgares rösträtt.
Den administrativa ledningen sköts av en administrationssjef, som vid sin sida har en teknisk sektorchef, en sektorchef för "oppvekst og kultur" samt en ekonomichef.

## Lokalstyreledare

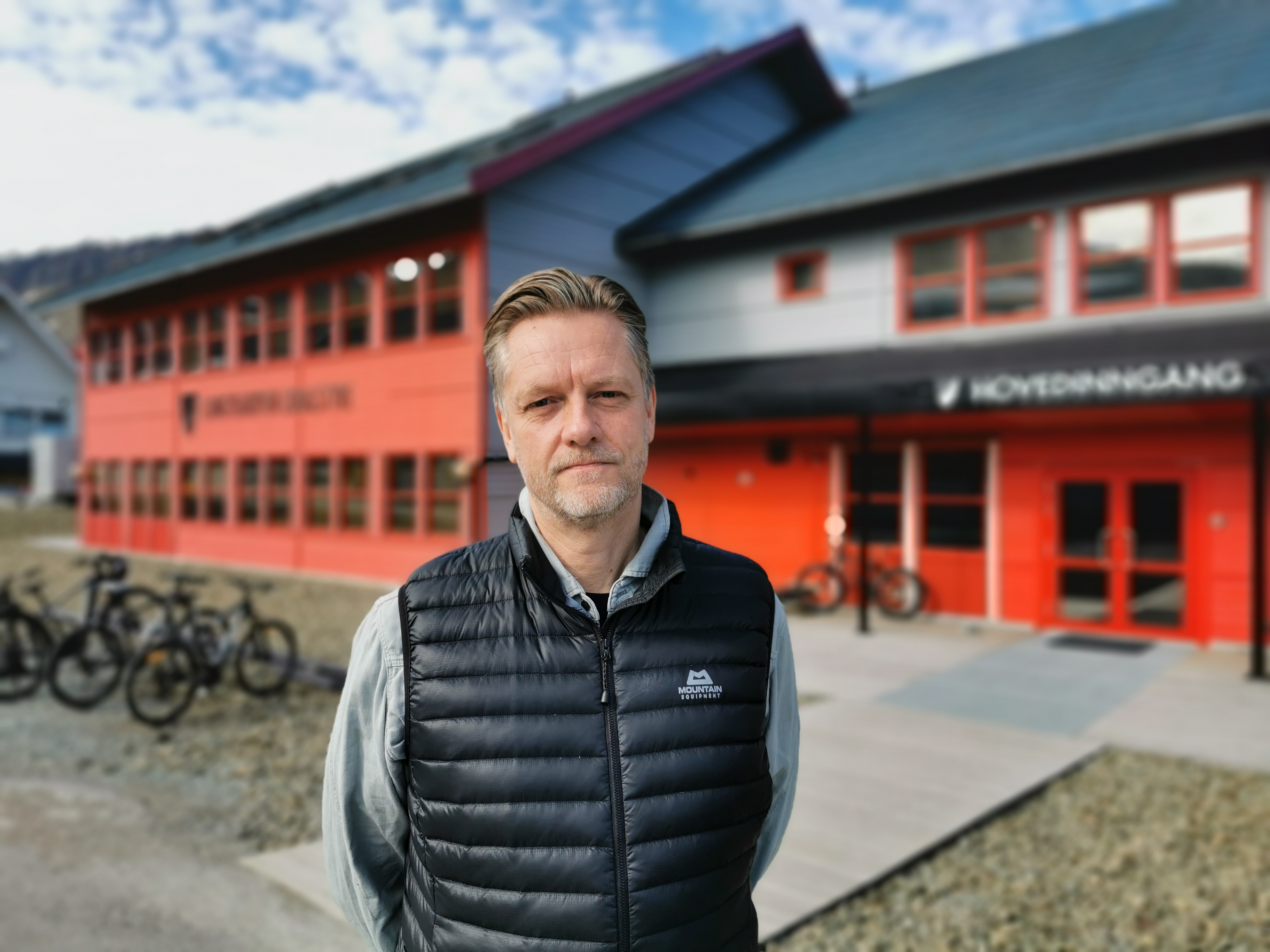
Leif Terje Aunevik är lokalstyreledare i Longyearbyen sedan 2023.

| Namn                   | Tillträde       | Avslutande |
| ---------------------- | --------------- | ---------- |
| Sigmund Spjelkavik     | 2002            | 2003       |
| Bjørn Fjukstad         | November 2003   | 2006       |
| Kjell Mork             | 2 oktober 2006  | 2011       |
| Christin Kristoffersen | Oktober 2011    | 2015       |
| Arild Olsen            | Oktober 2015    | 2023       |
| Terje Aunevik          | 31 oktober 2023 |            |

## Lokalstyret
Lokalstyret är det översta organet och har 2018 15 medlemmar enligt följande:
- Arbeiderpartiet 5
- Venstre 3
- Höyre 5
- Miljøpartiet De Grønne 2